# Eccidio di Pievequinta
L'eccidio di Pievequinta fu una strage nazista perpetrata il 26 luglio 1944 nell'omonima frazione di Forlì.

## Storia
Il 26 luglio 1944 un ufficiale tedesco fu ucciso nei pressi di Carpinello. Per rappresaglia le autorità naziste di stanza a Forlì ordinarono l'immediata esecuzione di dieci uomini detenuti in alcuni carceri del capoluogo romagnolo. Dei condannati quattro erano partigiani di brigate attive sulle montagne circostanti, mentre i restanti sei erano civili sospettati di connivenze con la Resistenza locale. In quest'ultimo gruppo rientrava anche un sacerdote, Francesco Babini, parroco di Donicilio di Verghereto.
Il gruppo fu portato ad un bivio della Cervese, presso la frazione di Pievequinta, e qui fucilato. I corpi delle vittime rimasero esposti per due giorni sul luogo dell'esecuzione come monito alla popolazione.

## Vittime
Furono uccisi a Pievequinta il 26 luglio 1944:
- Francesco Babini, classe 1914, medaglia d'oro al merito civile
- Riziero Bartolini, classe 1923, di San Piero in Bagno
- Alfredo Cavina "Il Vecchio", di Casalfiumanese, classe 1903, partigiano della 26ª Brigata Garibaldi
- Antonio Lucchini, di Sauris, classe 1904
- Biagio Molina, di Tropea, classe 1904
- William Pallanti, di Londra, classe 1904
- Edgardo Ridolfi "Lignon", di Ravenna, classe 1904
- Mario Romeo, di Napoli, classe 1922, partigiano dell'8ª Brigata Garibaldi[1]
- Antonio Zoli "Fiscin", di Forlì, classe 1915, medaglia d'argento al valor militare
- Luigi Zoli, di Cotignola, classe 1914, partigiano della 28ª Brigata Gordini

## Monumenti
Sul luogo dell'eccidio il 26 luglio 1946 è stato inaugurato un cippo con i nomi di tutti i Caduti.